# 分光光度法

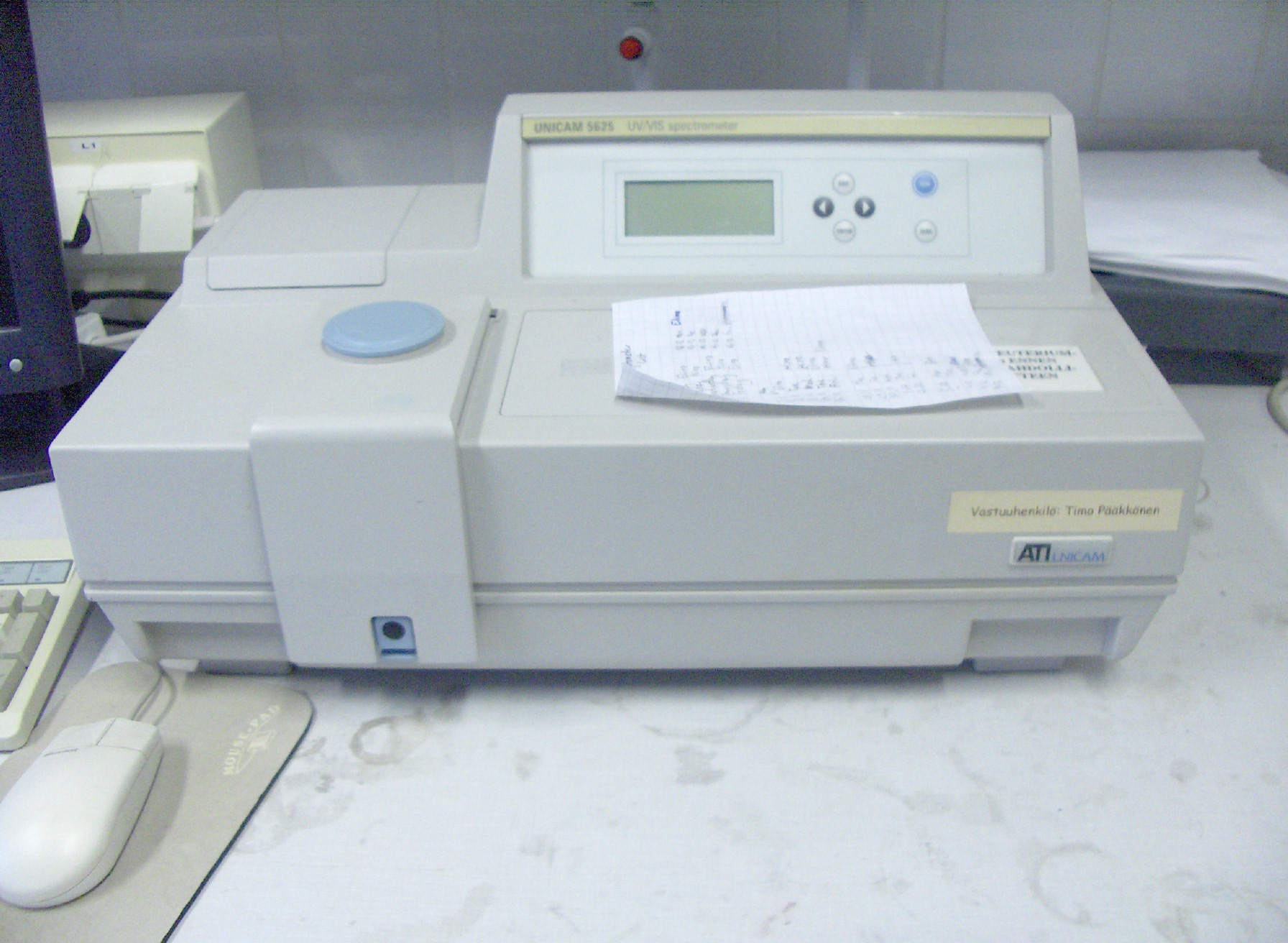
檯式的分光光度计

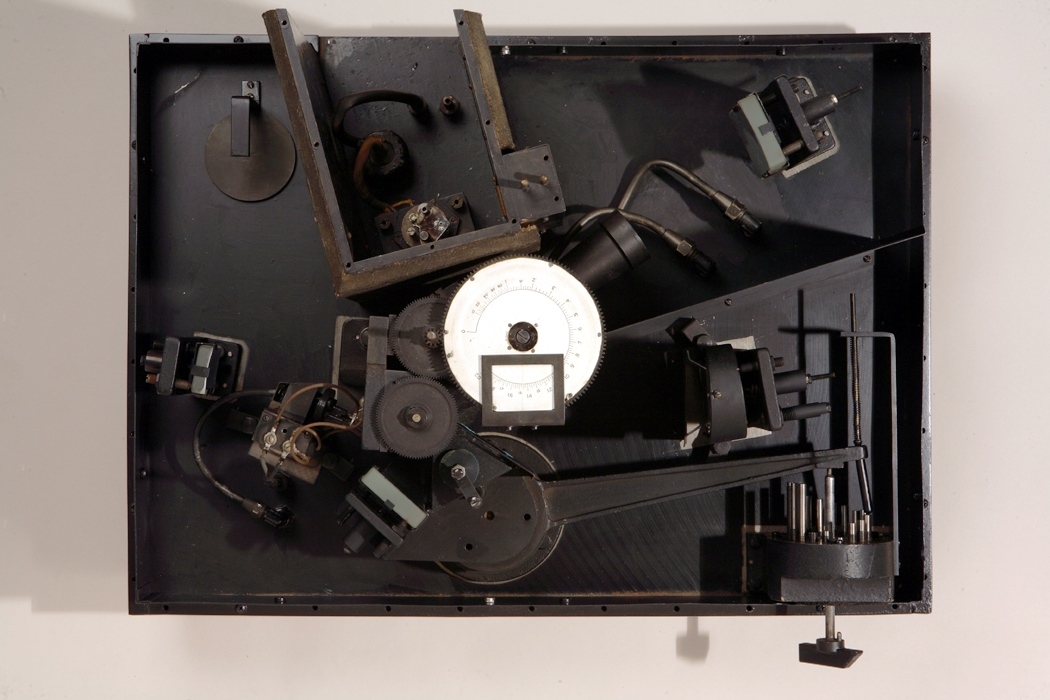
贝克曼(Beckman) IR-1 分光光度计, 1941年

贝克曼DB型号分光光度计 (一个双光束型号), 1960年

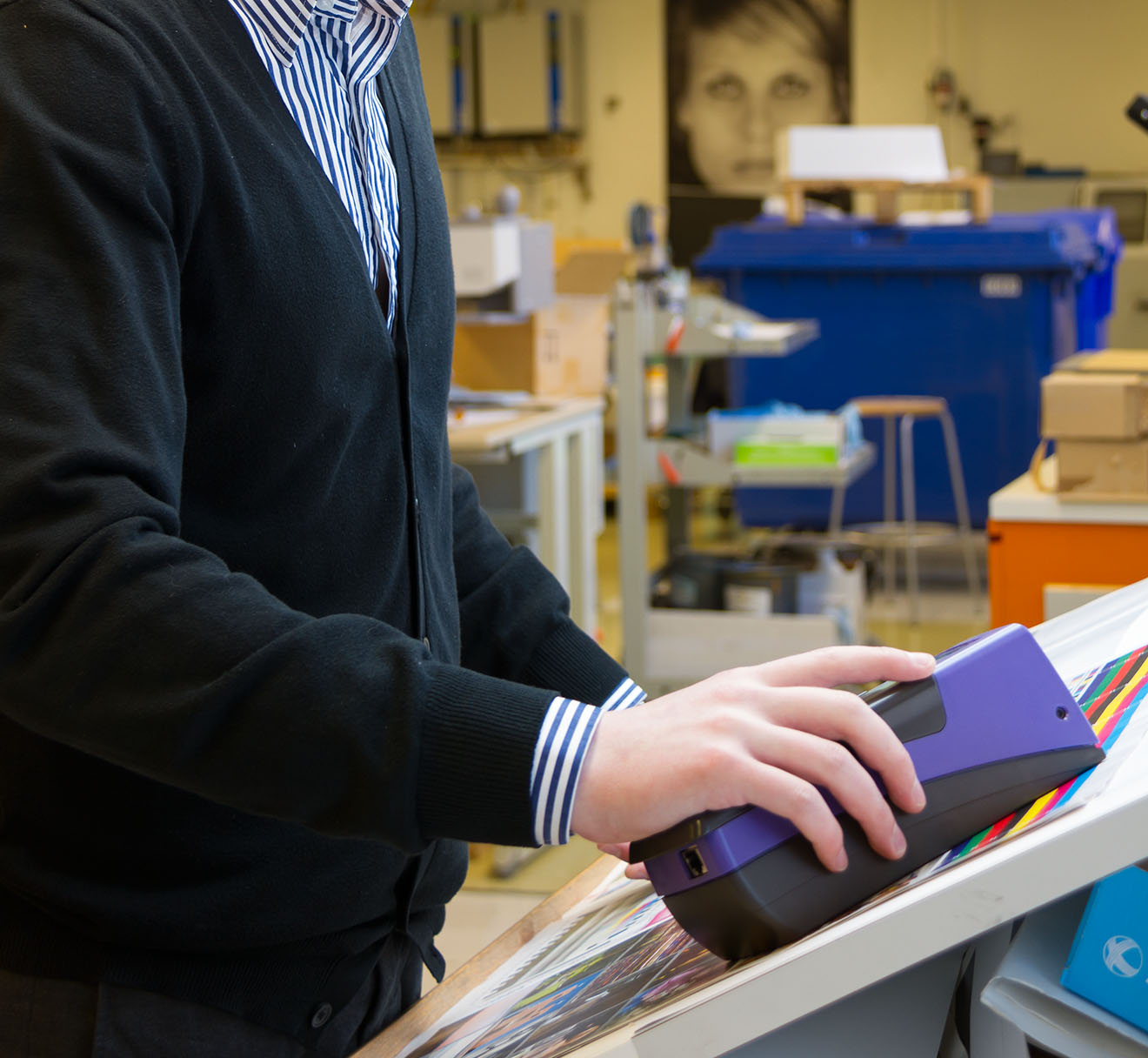
用于图形行业的手持式分光光度计。

在化学中，分光光度法（英語：Spectrophotometry）是材料的反射或透射特性随波长变化的定量测量。它比一般的电磁光谱法更具体，因为分光光度法处理可见光，近紫外光和近红外光，但不包括时间分辨光谱技术。

## 概论
分光光度法是一种工具，取决于对有色化合物吸收多少光，对分子进行定量分析。 分光光度法使用称为分光光度计的光度计，该光度计可以测量光束强度作为其颜色（波长）的函数。分光光度计的重要特征是光谱带宽（它可以透射通过测试样品的颜色范围），样品透射率的百分比，样品吸收率的对数范围，有时还包括反射率测量的百分比。
分光光度法通常用于测量溶液，透明或不透明固体（例如抛光玻璃）或气体的透射率或反射率。
分光光度法的使用涉及多个科学领域，例如物理学，材料科学，化学，生物化学，化学工程，和分子生物学。 它们被广泛用于许多行业，包括半导体，激光和光学制造，印刷和法医检查以及化学物质研究实验室。 分光光度法通常用于酶活性的测定，蛋白质浓度的测定，酶动力学常数的测定以及配体结合反应的测定。最终，分光光度法能够根据对照或校准物来确定什么 通过计算观察到的波长，目标中存在的物质以及确切的数量。
将含有各种波长的混合光分散为各种单色光，使每种单色光依次通过某一浓度溶液，测定溶液对每种光波的吸光度，绘出吸收光谱。由于物质的吸收光区域和强度与结构密切相关，根据特有的吸收光谱可作分子结构分析。此外，利用特定波长的单色光分别透过标准溶液与待测溶液，比较其吸光度，可作定量分析。
分光技術中包括了分光光度計（英語：spectrophotometer）是一種分析光的強度的物理實驗室設備，可以量測不同波長光的強度，分析波長與光強度的關係。亦可以量測特定物質的吸光度或透光度。目前有許多種分光儀，如指針型、數字型。

## 紫外-可见分光光度法
紫外-可见分光光度法（Ultraviolet–visible spectroscopy，缩写：UV-Vis），又称“紫外-可见分子吸收光谱法”，是以紫外线-可见光区域电磁波连续光谱作为光源照射样品，研究物质分子对光吸收的相对强度的方法。通过分子紫外-可见分子吸收光谱法的分析可以进行定性分析，并可依据朗伯-比尔定律进行定量分析。

## 參见
- 原子吸收光谱法（AAS）
- 原子发射光谱法（AES）
- 电感耦合等离子体原子发射光谱 （ICP-AES）
- 电感耦合等离子体质谱法（ICP-MS）
- 电磁波谱（Electromagnetic spectroscopy）
- 时间分辨光谱（Time-resolved spectroscopy）
- 辐射度量学
- 紫外-可见分光光度法